# Саль (Швейцария)
Саль (фр. Sâles) — коммуна в швейцарском кантоне Фрибур, в округе Грюйер. Входящая в коммуну деревня Руэй-Трефай является частью исторического наследия Швейцарии.

## География
На 2009 год Саль имеет площадь в 18,8 квадратного километра. Из них 13,66 километра, или 72,7 процента территории используется для сельского хозяйства, а 3,79 квадратного километра, или 20,2 процента территории покрыто лесом. 1,14 квадратного километра занимают здания или дороги, и 0,19 квадратного километра, или 1 процент земли — не используются.

## Политика
На федеральных выборах 2011 года самая популярная партия Швейцарская народная партия получила 25,2 % голосов. Следующих по популярности партии Социал-демократическая, Христианско-демократическая и Свободная демократическая партии получили 24,3 %, 21,9 % и 13,2 % соответственно.

## Образование
Примерно 157 человек (26,7 %) населения Саля имеют полное среднее образование, а 43 человека (7,3 %) имеют дополнительное высшее образование. Из 43 человек, получивших высшее образование, 76,7 % составляли мужчины, а 20,9 % — женщины.